# Здравко Методиев
Здравко Кръстев Методиев е български актьор. Занимава се активно с озвучаване на предавания, филми и сериали. Най-известен е с работата си по „Приятели“, „Клъцни/Срежи“, „Джоуи“, „Как се запознах с майка ви“, „Чък“, „Теория за Големия взрив“ и „Перла“,  както и на предаването "Черешката на тортата".

## Ранен живот
Роден е на 7 март 1961 г. Завършва ВИТИЗ „Кръстьо Сарафов“.

## Актьорска кариера
Играе е в Държавния пътуващ театър. Играе в 23 епизод от втори сезон на „Тя и той“. Участва и в комедийното шоу „Аламинут“.

## Кариера на озвучаващ актьор
Методиев започва кариерата си в дублажа около 1996 г. Един от първите му филми е „Космически забивки“, а един от първите му сериали е теленовелата „Просто Мария“. По-активно се занимава с озвучаване от 2000 г.
Освен споменатите в началото сериали, други с негово участие са „Фрейзър“ (дублаж на Арс Диджитал Студио), „Закони на войната“, „Смолвил“ (от трети сезон), „Звеното“, „До живот“ и минисериалът „Братя по оръжие“, както и анимационните поредици „Х-Мен“, „Кураж, страхливото куче“, „Спондж Боб Квадратни гащи“ (дублаж на Диема Вижън), „Междузвездни войни: Войната на клонингите“ (дублаж на bTV) и „Пингвините от Мадагаскар“ (дублаж на Диема Вижън и TV7).
През 2014 г. получава номинация за наградата „Икар“ в категория „най-добър дублаж“ (тогава наричана „Златен глас“) за дублажа на „Спондж Боб Квадратни гащи“ (дублаж на Диема Вижън/TV7), в която е номиниран заедно с Ани Василева за „Новите съседи“ и Николай Николов за „Гадни копилета“. Печели Ани Василева.
През 2015 г. е номиниран за дублажа на „Пингвините от Мадагаскар“ (дублаж на Диема Вижън/TV7), заедно с Николай Николов за „Имението Даунтън“ и Димитър Иванчев за „Новите съседи“. Печели Димитър Иванчев.
През 2016 г. Методиев е номиниран за „Виолета“, заедно с Даниела Йорданова за същия сериал и Николай Николов за „Черният списък“. Печели Николай Николов.
През 2019 г. получава наградата в категория „най-добър дублаж (актьор)“ за ролята на Тоби в „Скорпион“, за която е номиниран заедно с Петър Бонев за Гуанга в „Малката стъпка“ и Иван Велчев за Джейми Фрейзър в „Друговремец“.

## Филмография
- „Каталии“ (2001) – „Хлапака“
- „Тя и той“ (2003)
- „Аламинут“ – Здравко, различни герои (2006 – 2010)

## Личен живот
Женил се е два пъти и има двама сина.